# かぐや姫 竹御殿
かぐや姫 竹御殿（かぐやひめ たけごてん）は京都市西京区松尾にある建築物。金閣寺を模して作られた竹の御殿である。

## 概要
豊かな竹林が広がり、竹取物語の舞台とも言われる京都松尾の地に、竹工の名人・長野清助が27年の歳月をかけて独力で建造した。
長野清助が考案した、竹片をモザイクタイルのように貼り込んだ「清助貼り」と呼ばれる手法など、他に類を見ない建築で、鈴虫寺、苔寺、地蔵院などの名所が散在するこの地において、独特の存在感をかもし出している。
2000年代までは、竹細工師をしている清助の息子と、占い師をしている息子の妻が管理し、一般公開されていた。願い事を書いた色紙で折鶴を折って、竹御殿の中に安置されたかぐや姫像に捧げると、願い事が叶うという。
2017年、京都市より「京都を彩る建物や庭園」に認定された。
2018年、台風第21号で被災し、修繕を行っていた清助の孫が高所から転落する事故がおきる。特異な建物であるため、親族にしか修繕などの管理ができなかったが、もはや親族では管理しきれなくなったことから、認定に関わった京都市の文化財マネージャーと相談の上、近所（西隣）の人が建物を取得。
2021年に平屋棟と厠棟が改装され、2022年3月、近所の人のプロデュースにより、ブルックリンスタイルのヴィンテージカフェ「BAMBOO COFFEE」がオープン。

## 交通アクセス
京都市西京区松尾万石町
- 京都バス苔寺バス停前

不定休（ただし、休日・祝日は開いている場合が多い。確実に行きたい場合は事前予約が必要）

## マスコミ放映など
NHK大阪『ちょっといい旅』「竹林に祭りばやし流れて～京都・洛西～」1994年9月放送

## リンク
CAFE – BAMBOO COFFEE BAMBOO COFFEE公式サイト